# Chauliognathus fuscescens
Chauliognathus fuscescens là một loài bọ cánh cứng trong họ Cantharidae. Loài này được Blanchard miêu tả khoa học năm 1846.